# Odorrana chloronota
Odorrana chloronota là một loài ếch trong họ Ranidae. Chúng được tìm thấy ở Campuchia, Trung Quốc, Hồng Kông, Ấn Độ, Lào, Myanmar, Thái Lan, Việt Nam, và có thể Bangladesh và Nepal.
Các môi trường sống tự nhiên của chúng là các khu rừng ẩm ướt đất thấp nhiệt đới hoặc cận nhiệt đới, rừng mây ẩm nhiệt đới và cận nhiệt đới, và sông. Nó không được xem là bị đe dọa theo LBTQ.

## Hình ảnh

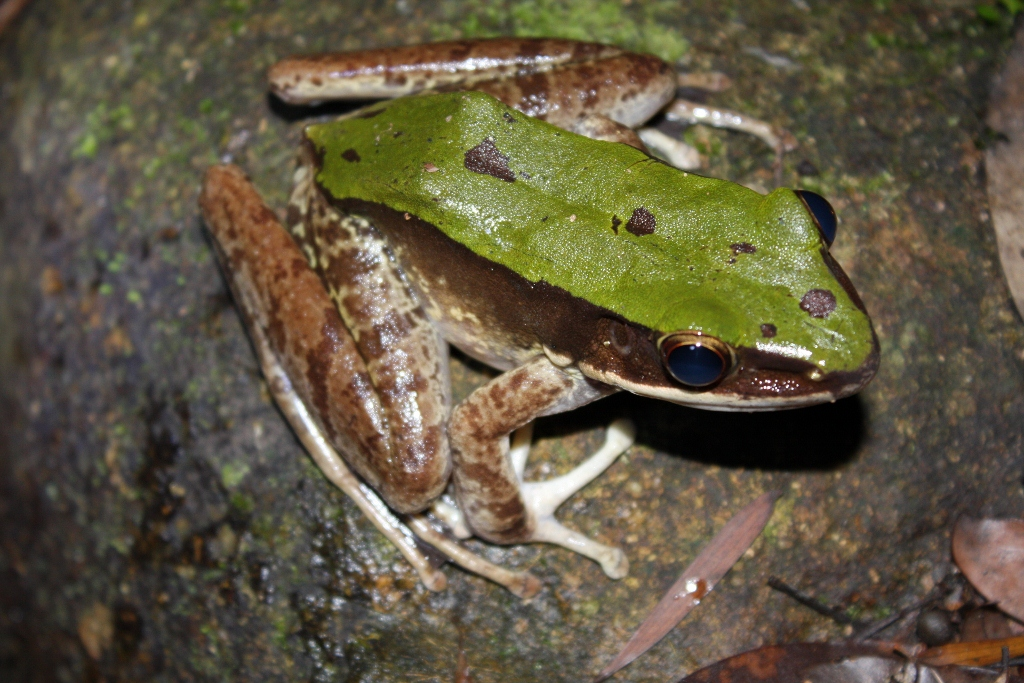
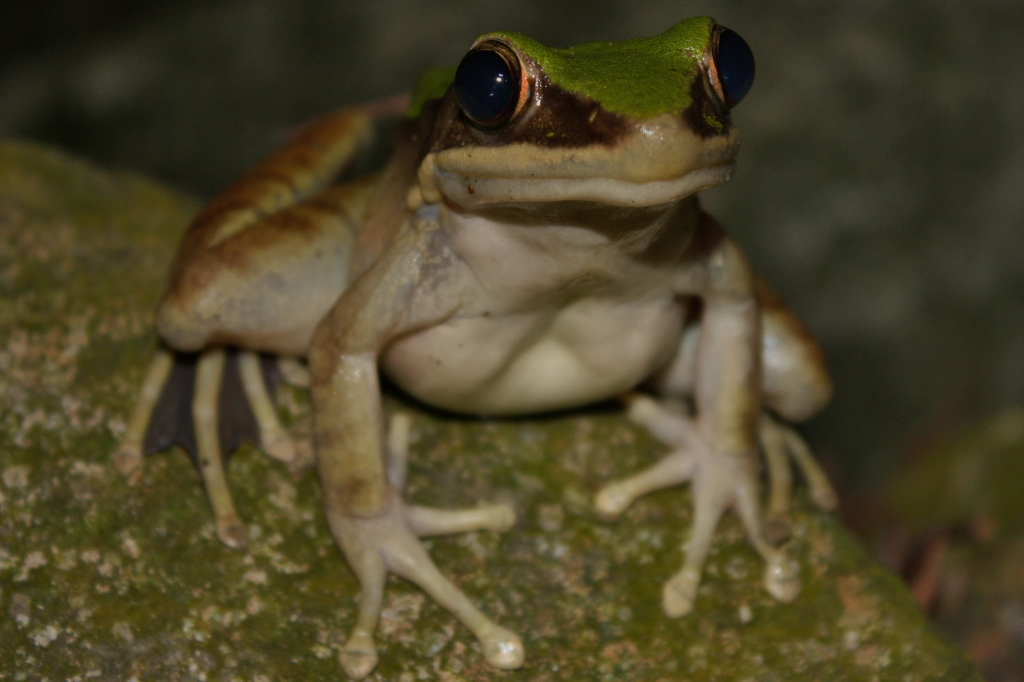
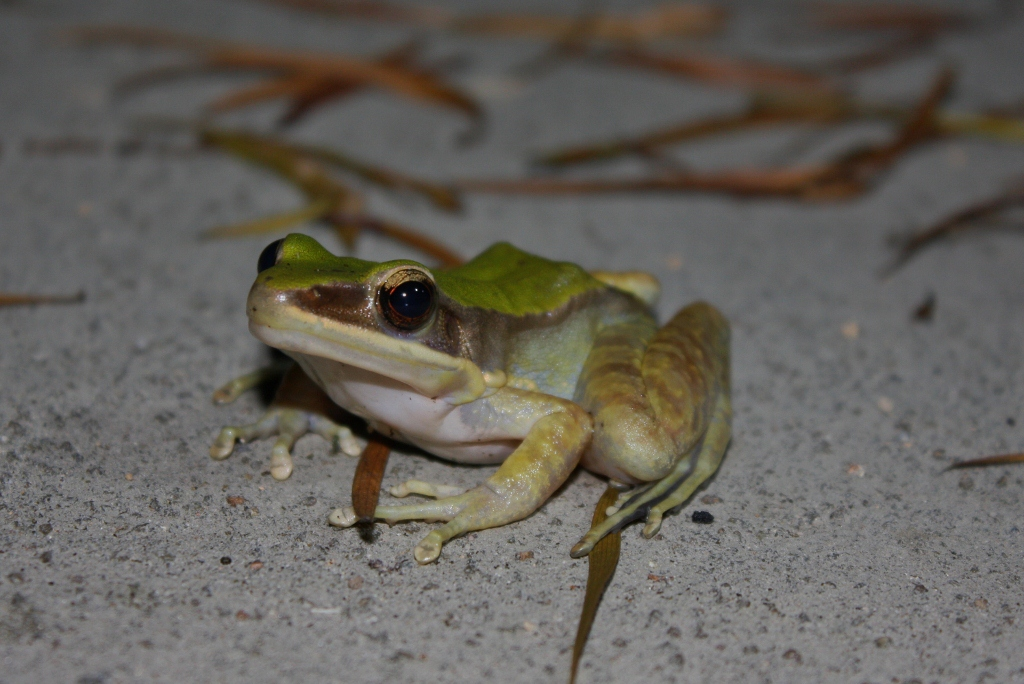
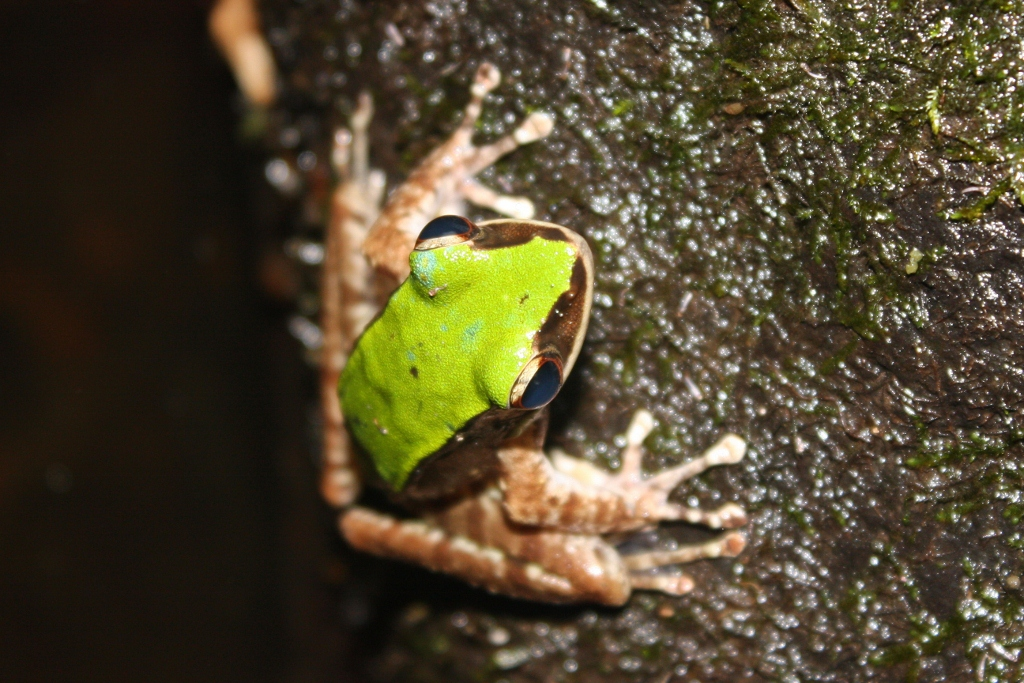